# Амберг
Амберг(нім. Amberg) — це позарайонне місто у Верхньому Пфальці землі Баварія у Німеччині. Знаходиться за 60 км на схід від міста Нюрнберга на річці Фільс. Станом на 31 грудня 2020 населення міста становило 43 529 осіб. Назва перекладається з німецької як «На горі».
6 червня 1945 року у цьому місті помер Шухевич Степан Євгенович — громадський і військовий діяч, отаман УСС (1914–1915), отаман УГА (1918–1919), стрийко Романа Шухевича.